# Пам'ятник полеглим шведським воїнам від шведів

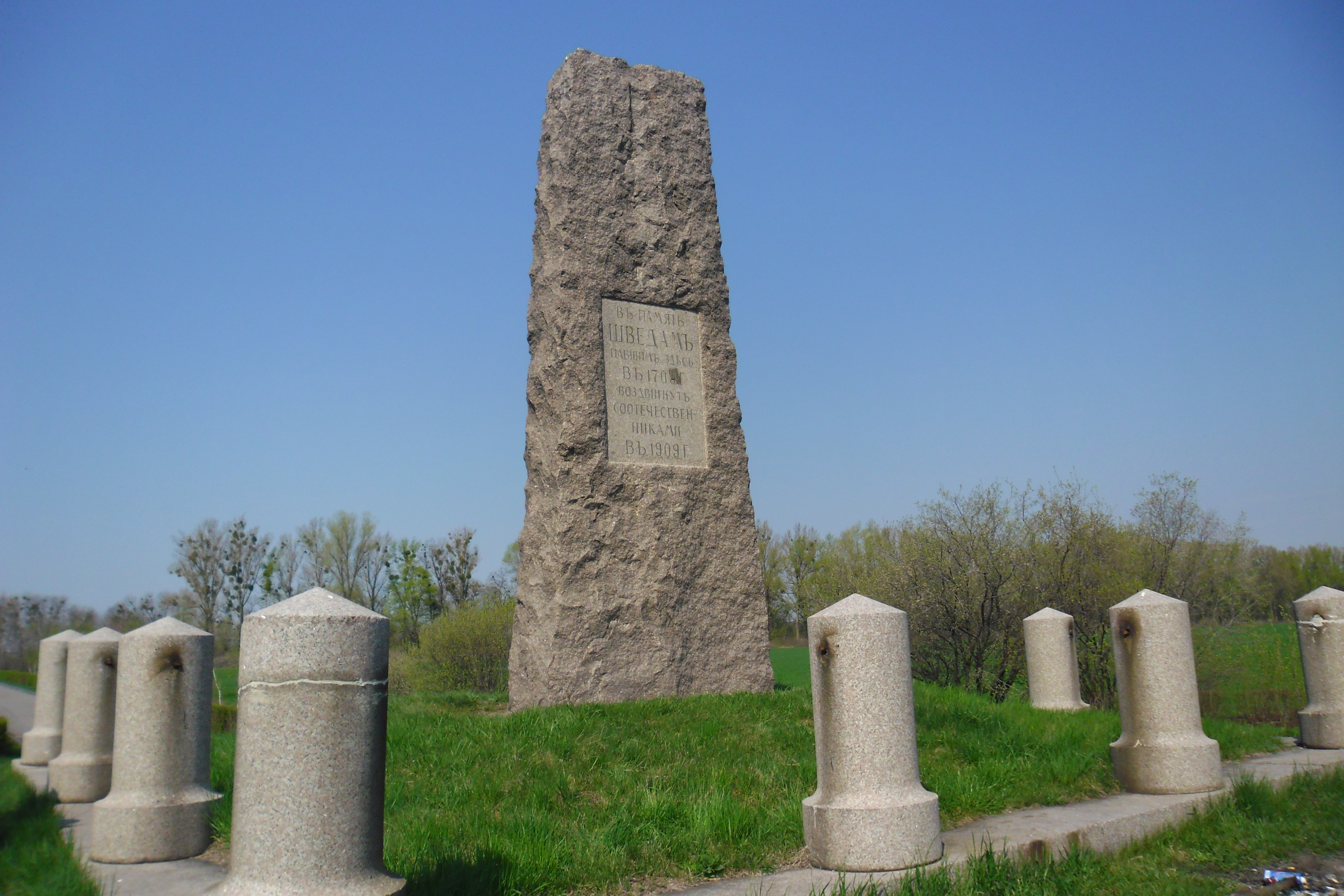
Пам'ятник полеглим шведським воїнам від шведів.

Пам'ятник полеглим шведським воїнам від шведів — гранітний обеліск неподалік м. Полтави. Пам'ятник стосується подій 1709 р. — Полтавської битви. Встановлений у 1909 р. Висота обеліска 6,0 м.
До пам'ятника у 2005 р. від дороги Полтава-Диканька прокладено Алею пам'яті шведських воїнів, що загинули у Полтавській битві.

## Галерея

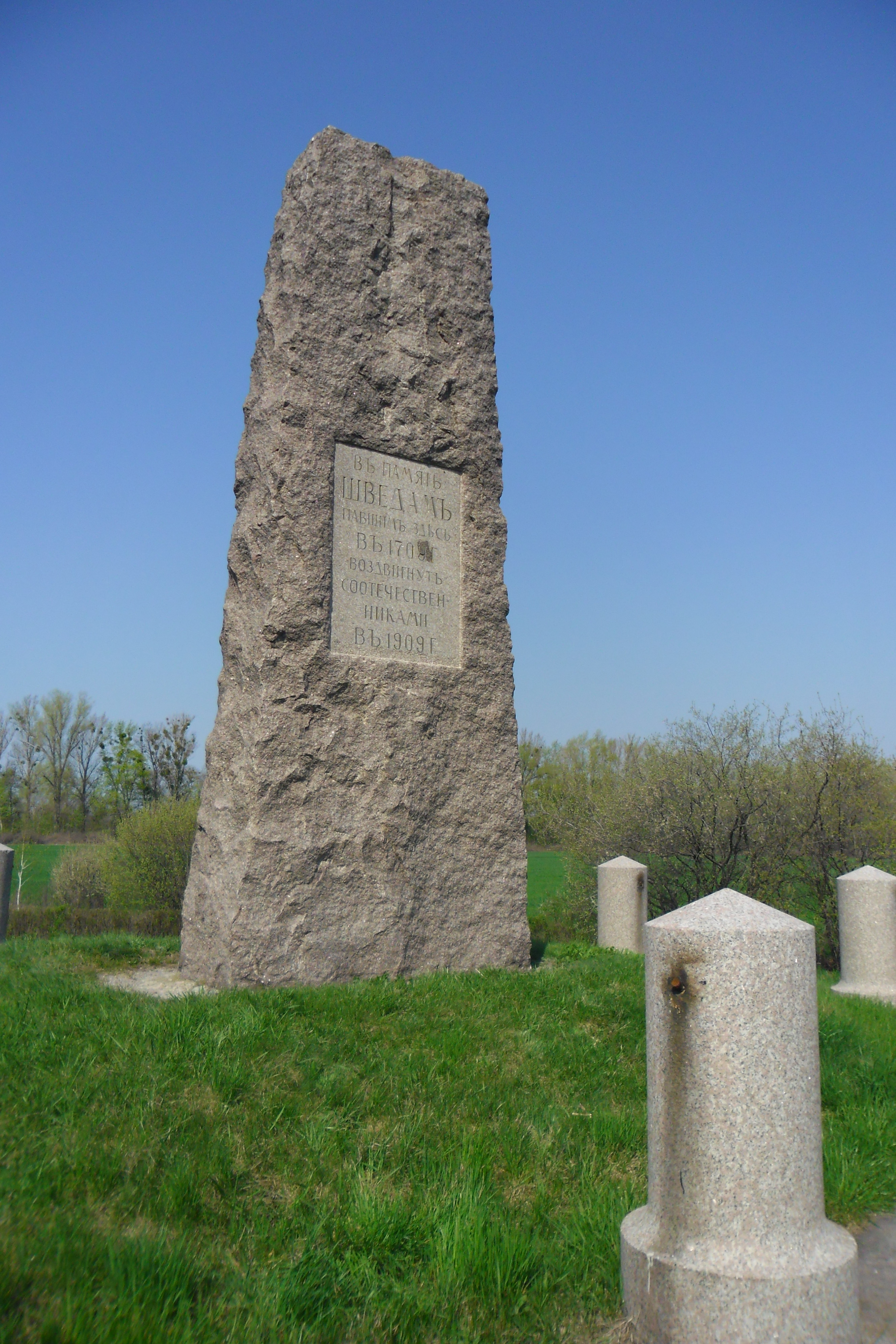
‎
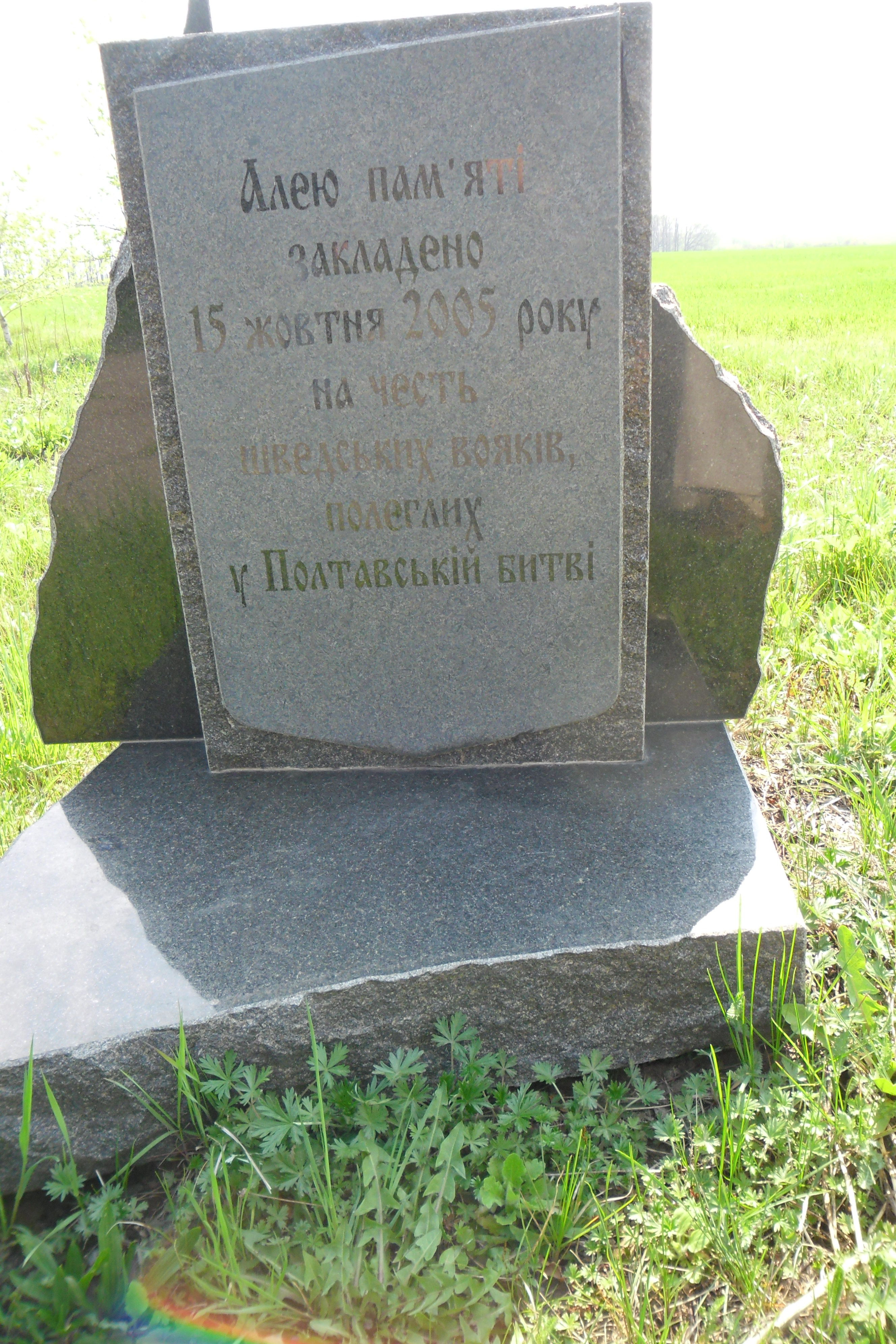
Стела на Алеї пам'яті шведських воїнів.
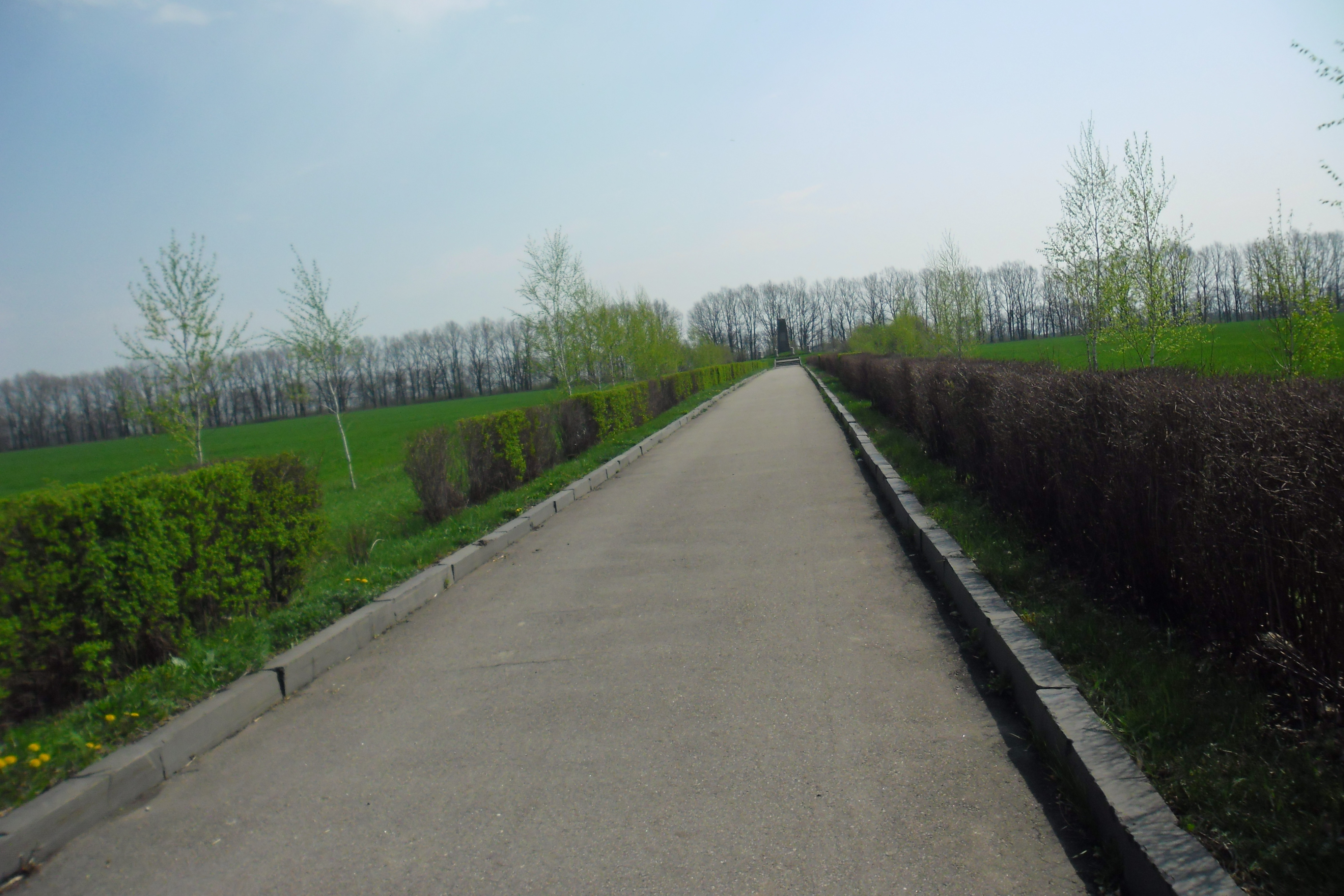
Алея пам'яті шведських воїнів, що загинули у Полтавській битві.

## Цікаво
Місцеві переповідають що у рівнодення на сході сонця на тильній стороні пам'ятника з'являється образ жінки, яка нахилилася над павшим шведським воїном.